# Ukrainischer Fußballpokal 2018/19
Der Ukrainische Fußballpokal 2018/19 war die 28. Austragung des ukrainischen Pokalwettbewerbs der Männer. Pokalsieger wurde Titelverteidiger Schachtar Donezk. Das Team setzte sich im Finale am 15. Mai 2019 in der Slawutytsch-Arena von Saporischschja gegen den Zweitligisten Inhulez Petrowe durch.

## Modus
Alle Begegnungen wurden in einem Spiel ausgetragen. Bei unentschiedenem Ausgang wurde zur Ermittlung des Siegers eine Verlängerung gespielt. Stand danach kein Sieger fest, folgte ein Elfmeterschießen. Die unterklassigen Teams hatten Heimrecht.
Da Schachtar Donezk bereits als Meister für die Champions League qualifiziert war, ging der Startplatz für die Europa League an den Liganächsten.

## Teilnehmende Teams
| Premjer-Liha (12) | Perscha Liha (16) | Druha Liha (20) | Amateur-Pokal (2)                               |
| --- | --- | --- | ----------------------------------------------- |
| - Arsenal Kiew - Desna Tschernihiw - Dynamo Kiew - Karpaty Lwiw - FK Lwiw - FK Mariupol - FK Oleksandrija - Olympik Donezk - Schachtar Donezk - Sorja Luhansk - Tschornomorez Odessa - Worskla Poltawa | - Ahrobisnes Wolotschysk - Awanhard Kramatorsk - Balkany Sorja - SK Dnipro-1 - Hirnyk-Sport Horischni Plawni - Inhulez Petrowe - Kobra Charkiw - Kolos Kowaliwka - Metalist 1925 Charkiw - MFK Mykolajiw - Obolon-Browar Kiew - FK Prykarpattja Iwano-Frankiwsk - Ruch Wynnyky - FK Sirka Kropywnyzkyj - FK Sumy - Wolyn Luzk | - FSK Bukowina Czernowitz - Enerhija Nowa Kachowka - Hirnyk Krywyj Rih - FK Kalusch - Kremin Krementschuk - Krystal Cherson - Metalurh Saporischschja - FK Mur Hornostajiwka - FK Mynaj - Naftowyk-Ukrnafta Ochtyrka - FK Nikopol - Nywa Ternopil - Nywa Winnyzja - Podillja Chmelnyzkyj - FK Polissja Schytomyr - Real-Pharma Odessa - Tawrija Simferopol - FK Tschajka - FK Tscherkaschtschyna-Akademija - Weres Riwne | - LNS-Lebedyn Tscherkassy - Wiktorija Mykolajiw |

## 1. Qualifikationsrunde
Teilnehmer: 18 Drittligisten und die beiden Finalisten des Amateur-Pokals.
| Datum      |                                  | Ergebnis               |                               |
| ---------- | -------------------------------- | ---------------------- | ----------------------------- |
| 17.07.2018 | Tawrija Simferopol (III)         | 1:0                    | FK Tschajka (III)             |
| 18.07.2018 | Naftowyk-Ukrnafta Ochtyrka (III) | 0kampflos 1            | Hirnyk Krywyj Rih (III)       |
| 18.07.2018 | Wiktorija Mykolajiw (Am)         | 2:1                    | Nywa Ternopil (III)           |
| 18.07.2018 | LNS-Lebedyn Tscherkassy (Am)     | 0:0 n. V. (4:2 i. E.)  | FK Polissja Schytomyr (III)   |
| 18.07.2018 | FK Kalusch (III)                 | 1:1 n. V. (4:3 i. E.)  | FSK Bukowina Czernowitz (III) |
| 18.07.2018 | Real-Pharma Odessa (III)         | 0:2                    | Nywa Winnyzja (III)           |
| 18.07.2018 | FK Nikopol (III)                 | 1:4                    | FK Mur Hornostajiwka (III)    |
| 18.07.2018 | Enerhija Nowa Kachowka (III)     | 0:1                    | Krystal Cherson (III)         |
| 18.07.2018 | Weres Riwne (III)                | 1:1 n. V. (9:10 i. E.) | FK Mynaj (III)                |
| 18.07.2018 | Podillja Chmelnyzkyj (III)       | 0:2                    | Metalurh Saporischschja (III) |

## 2. Qualifikationsrunde
Teilnehmer: Die 10 Sieger der 1. Qualifikationsrunde, die 16 Zweitligisten und 2 weitere Drittligisten.
| Datum      |                                       | Ergebnis              |                                      |
| ---------- | ------------------------------------- | --------------------- | ------------------------------------ |
| 22.08.2018 | Wiktorija Mykolajiw (Am)              | 1:1 n. V. (1:3 i. E.) | FK Mur Hornostajiwka (III)           |
| 22.08.2018 | Tawrija Simferopol (III)              | 2:3 n. V.             | Wolyn Luzk (II)                      |
| 22.08.2018 | Nywa Winnyzja (III)                   | 2:1                   | Hirnyk-Sport Horischni Plawni (II)   |
| 22.08.2018 | LNS-Lebedyn Tscherkassy (Am)          | 1:1 n. V. (2:4 i. E.) | Hirnyk Krywyj Rih (III)              |
| 22.08.2018 | Krystal Cherson (III)                 | 1:1 n. V. (4:2 i. E.) | Ahrobisnes Wolotschysk (II)          |
| 22.08.2018 | Kremin Krementschuk (III)             | 1:2                   | FK Sirka Kropywnyzkyj (II)           |
| 22.08.2018 | FK Mynaj (III)                        | 3:1                   | FK Prykarpattja Iwano-Frankiwsk (II) |
| 22.08.2018 | FK Kalusch (III)                      | 2:1 n. V.             | Awanhard Kramatorsk (II)             |
| 22.08.2018 | FK Tscherkaschtschyna-Akademija (III) | 3:1                   | Ruch Wynnyky (II)                    |
| 22.08.2018 | Balkany Sorja (II)                    | 0:1                   | MFK Mykolajiw (II)                   |
| 22.08.2018 | FK Sumy (II)                          | 0kampflos 1           | Kobra Charkiw (II)                   |
| 22.08.2018 | Metalist 1925 Charkiw (II)            | 2:0                   | Obolon-Browar Kiew (II)              |
| 22.08.2018 | Inhulez Petrowe (II)                  | 1:0                   | Kolos Kowaliwka (II)                 |
| 22.08.2018 | Metalurh Saporischschja (III)         | 0:2                   | SK Dnipro-1 (II)                     |

## 3. Qualifikationsrunde
Teilnehmer: Die 14 Sieger der 2. Qualifikationsrunde, die 4 Vereine der Premjer-Liha 2017/18 (Platz sieben bis zehn), sowie die beiden Aufsteiger.
| Datum      |                                       | Ergebnis              |                            |
| ---------- | ------------------------------------- | --------------------- | -------------------------- |
| 25.09.2018 | FK Sumy (II)                          | 0:3                   | Karpaty Lwiw (I)           |
| 26.09.2018 | Krystal Cherson (III)                 | 2:3                   | Desna Tschernihiw (I)      |
| 26.09.2018 | FK Mur Hornostajiwka (III)            | 0:3                   | Inhulez Petrowe (II)       |
| 26.09.2018 | Nywa Winnyzja (III)                   | 0:0 n. V. (3:4 i. E.) | Hirnyk Krywyj Rih (III)    |
| 26.09.2018 | FK Kalusch (III)                      | 1:0 n. V.             | Metalist 1925 Charkiw (II) |
| 26.09.2018 | FK Sirka Kropywnyzkyj (II)            | 1:1 n. V. (4:5 i. E.) | Olympik Donezk (I)         |
| 26.09.2018 | FK Mynaj (III)                        | 3:1                   | MFK Mykolajiw (II)         |
| 26.09.2018 | FK Tscherkaschtschyna-Akademija (III) | 3:2 n. V.             | Arsenal Kiew (I)           |
| 26.09.2018 | SK Dnipro-1 (II)                      | 2:1                   | Wolyn Luzk (II)            |
| 26.09.2018 | Tschornomorez Odessa (I)              | 3:0                   | FK Oleksandrija (I)        |

## Achtelfinale
Teilnehmer: Die 10 Sieger der 1. Runde und die besten 6 Erstligisten der Saison 2017/18
| Datum      |                                       | Ergebnis              |                     |
| ---------- | ------------------------------------- | --------------------- | ------------------- |
| 31.10.2018 | Hirnyk Krywyj Rih (III)               | 0:1                   | FK Lwiw (I)         |
| 31.10.2018 | FK Mynaj (III)                        | 1:3                   | Dynamo Kiew (I)     |
| 31.10.2018 | FK Kalusch (III)                      | 0:3                   | SK Dnipro-1 (II)    |
| 31.10.2018 | Inhulez Petrowe (II)                  | 3:1                   | FK Mariupol (I)     |
| 31.10.2018 | Tschornomorez Odessa (I)              | 1:2                   | Worskla Poltawa (I) |
| 31.10.2018 | FK Tscherkaschtschyna-Akademija (III) | 0:1                   | Karpaty Lwiw (I)    |
| 31.10.2018 | Schachtar Donezk (I)                  | 3:2                   | Olympik Donezk (I)  |
| 31.10.2018 | Desna Tschernihiw (I)                 | 1:1 n. V. (4:5 i. E.) | Sorja Luhansk (I)   |

## Viertelfinale
| Datum      |                      | Ergebnis              |                     |
| ---------- | -------------------- | --------------------- | ------------------- |
| 07.04.2019 | Inhulez Petrowe (II) | 1:1 n. V. (5:4 i. E.) | Karpaty Lwiw (I)    |
| 07.04.2019 | FK Lwiw (I)          | 0:1                   | Sorja Luhansk (I)   |
| 07.04.2019 | Schachtar Donezk (I) | 1:1 n. V. (4:3 i. E.) | Dynamo Kiew (I)     |
| 07.04.2019 | SK Dnipro-1 (II)     | 2:0                   | Worskla Poltawa (I) |

## Halbfinale
| Datum      |                      | Ergebnis |                      |
| ---------- | -------------------- | -------- | -------------------- |
| 17.04.2019 | Inhulez Petrowe (II) | 2:1      | Sorja Luhansk (I)    |
| 17.04.2019 | SK Dnipro-1 (II)     | 0:2      | Schachtar Donezk (I) |

## Finale
| Paarung          | Schachtar Donezk – Inhulez Petrowe |
| Ergebnis         | 4:0 (3:0) |
| Datum            | 15. Mai 2019 |
| Stadion          | Slawutytsch-Arena, Saporischschja |
| Zuschauer        | 11.100 |
| Schiedsrichter   | Jewhen Aranowskyj |
| Tore             | 1:0 Tetê (27.) 2:0 Tetê (39.) 3:0 Júnior Moraes (45.+1') 4:0 Manor Solomon (64.) |
| Schachtar Donezk | Oleksij Schewtschenko – Serhij Bolbat, Serhij Krywzow, Mykola Matwijenko, Ismaily – Alan Patrick, Marcos Antônio, Tetê (72. Wellington Nem), Wiktor Kowalenko (61. Manor Solomon) – Taison , Júnior Moraes (62. Larry Kayode) Cheftrainer: Paulo Fonseca ( Portugal)                                         |
| Inhulez Petrowe  | Anton Sytnykow – Denys Balan, Maksym Kowaljow, Witalij Pawlow, Oleh Synjehub – Wladyslaw Lupaschko , Illja Kowalenko, Wladyslaw Klymenko (67. Oleksandr Kutscherenko), Jewhen Saporoschez – Artem Schedryj (83. Oleksandr Kossak), Oleksandr Mischurenko (34. Nika Sichinawa) Cheftrainer: Serhij Lawrynenko |
| Gelbe Karten     | Wiktor Kowalenko, Wellingon Nem – Wladyslaw Lupaschko, Wladyslaw Klymenko |